# Наум Габо
Наум Габо (рус. Наум Абрамович Певзнер; 5. август 1890. у Брјанск, Русија; † 23. август 1977. у Вотербури, Конектикат, САД) био је амерички вајар конструктивизма, који је деловао и као сликар, архитекта и дизајнер.

## Биографија
Родио се у Брјанску западно од Москве и студирао је на универзитету у Минхену до 1909. године. Посветио се студију математике и физике. Од 1917. године заједно са својим братом после Октобарске револуције долази у Русију да би помагао развој нове културе и сакупља много ђака у свом приватном атељеу који је тамо отворио.
Године 1920. са својим братом. Антоаном Певзнером издаје Реалистички манифест. Читамо ли данас овај манифест можемо наћи трајне вредности и пасаже које садржи кредо оба брата Певзнера:
Одричемо се садржаја као сликарске и ликовне форме, простор се не може мерити садржајем као што се не може мерити текућина метром... Проглашавамо вредност дубине као једину вредност сликарске и ликовне форме. Одричемо се вајарства ако сматрамо масу за вајарски елеменат
Наум Габо је своје идеје потврдио на пластикама које је изложио док је његов брат још увек сликао и само касније се и он определио за вајарство.
Године 1921. Наум одлази у Берлин а 1925. године са преселио у Париз где излаже заједно са својим братом. У Енглеској живи од 1946. године када одлази у САД у Конектикат и ту се трајно насељава.

## Карактеристике дела
Било је у ствари сретна околност што Наум Певзнер није похађао никакве ликовне школе и није био оптерећен академском традицијом него сам научио на делима Пабла Пикаса и Александра Архипенка из нетрадиционалних материјала које су они примењивали. Управо због тога примењивао је пластике од металних и касније цеулоидних ламела. Односи транспарентних маса и простора спадају и открића којима је Наум Певзнер обогатио модерну уметност. Он то ипак није реализовао под својим властитим именом. Већ у Норвешкој одлучио је да промени своје име и у историју модерне пластике он је ушао као Наум Габо.
Пластике Наум Габоа су понекад невелике и одређене за модерне ентеријере. Имао је и дела које је намеравао да поставља на небодере у САД, али није могло доћи до остварења јер би скулптуре превише оптеретиле зграду имао је и конструкције од бетона, челика и бронзаних жица у висини од 26 m1.